# セパラボディ

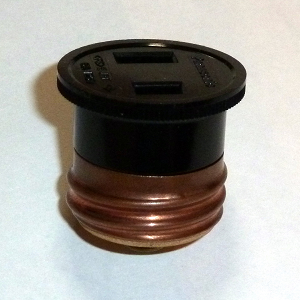
セパラボディ

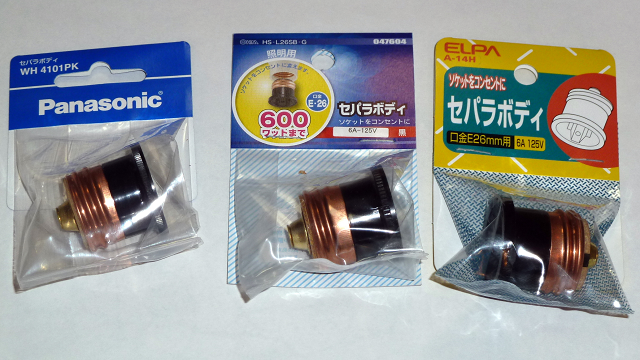
各社のセパラボディ

セパラボディとは、電球用ソケットに差し込んでコンセントとして使用する電気配線器具。かつての商品名はセパラブル・プラグボディ。電気用品安全法の定める特定電気用品の一つで、配線器具に区分される。

## 概要

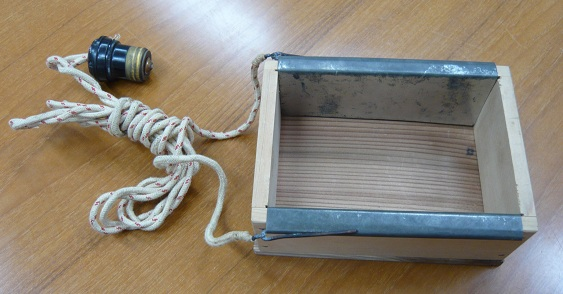
「セパラブル・アタッチメント・プラグ」をつけた電気パン焼き器。

まだ一般住宅に壁コンセントが普及する以前、天井に取り付けられた照明用の電球ソケットから家電の電源をとるため、電球の口金にコードのついたアタッチメント・プラグが開発されたが、電球ソケットはねじ込み式のため、コードがねじれてしまうという不都合があった。それを改善したものとして、コードを取り付ける部分とソケットに挿入する部分が回転する「回転式アタッチメント・プラグ」というものが大正時代に開発され、さらに昭和初期にはコード取付部とソケット挿入部が分離する「セパラブル・アタッチメント・プラグ」が開発された。このソケット挿入部にあたるものがセパラブル・プラグボディであり、のちのセパラボディである。